# Brzeszcze
Brzeszcze (deutsch Brisk, wilmesaurisch Brejskia) ist eine Stadt im Powiat Oświęcimski in der Woiwodschaft Kleinpolen in Polen. Sie ist Sitz der gleichnamigen Stadt-und-Land-Gemeinde mit etwa 21.500 Einwohnern.

## Geographie

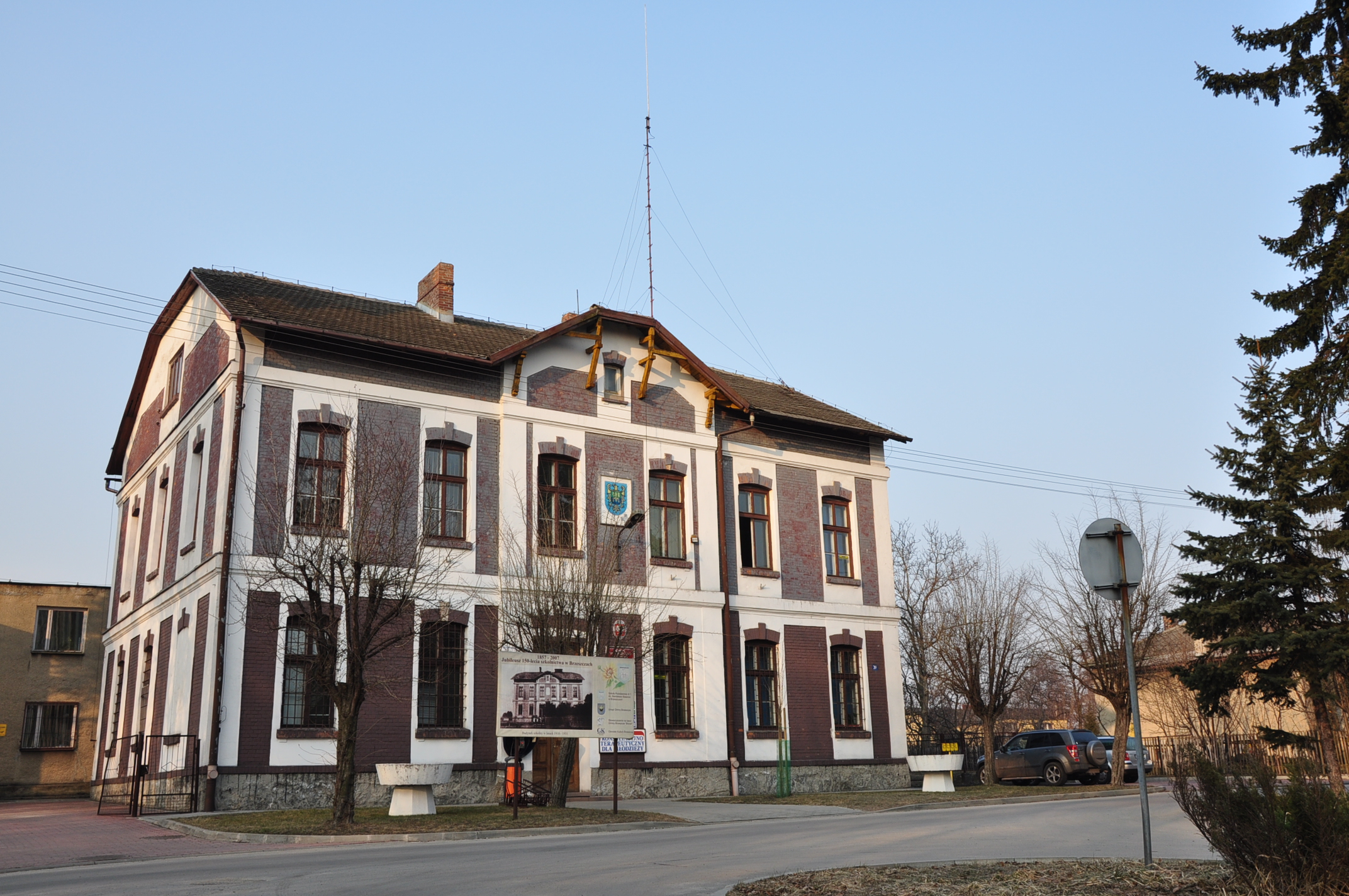
Altes Gemeindeamt aus 1910, jetzt Rathaus

Brzeszcze liegt 7 km südwestlich von Oświęcim und 32 km südöstlich von Kattowitz und hat eine Fläche von 19,17 km².

## Geschichte
Die erste schriftliche Erwähnung stammt aus dem Jahr 1443 als Brescze. Nach der neuesten Forschung von Przemysław Stanko stammten die ersten Siedler aus Flandern, jedoch der slawischstämmige Name leitet sich her aus Bergulme, auf Polnisch wiąz górski, historisch brzost.
Politisch gehörte das Dorf ursprünglich zum Herzogtum Auschwitz unter Lehnsherrschaft des Königreichs Böhmen. Im Jahre 1457 wurde das Herzogtum mit dem Dorf Brzescze vom polnischen König abgekauft.
1564 wurde Brzeszcze als Teil des neuen Kreises Schlesien der Woiwodschaft Krakau an das Königreich Polen, ab 1569 die polnisch-litauischen Adelsrepublik, völlig inkorporiert.
Das Dorf wurde während der polnisch-schwedischen Kriege zerstört. Im Jahr 1772 kam Brzeszcze, bei der ersten Teilung Polens, unter österreichische Verwaltung. Ab 1782 gehörte das Dorf zum Myslenicer Kreis (1819 mit dem Sitz in Wadowice). Nach der Aufhebung der Patrimonialherrschaften bildete es ab 1850 eine Gemeinde im Bezirk Biała. 1903 wurde mit der Errichtung einer Zeche im Süden des Dorfs in der Nähe der Grenze mit Jawiszowice begonnen. Zu diesem Zeitpunkt hatte das Dorf 1500 Einwohner, die hauptsächlich von der Landwirtschaft lebten. Die Zeche hatte 1908 ca. 450 Mitarbeiter, 1912 waren es dann schon 1225. Zu diesem Zeitpunkt wurde die erste Arbeitersiedlung (heute Stara Kolonia) errichtet. In den Jahren nach dem Ersten Weltkrieg schwankte die Mitarbeiterzahl stark.
Im Zweiten Weltkrieg befand sich hier das Konzentrationslager Jawischowitz, ein Außenlager des KZ Auschwitz. Im Zuge der Germanisierung des annektierten Gebiets war eine Umbenennung von Brzeszcze im Landkreis Bielitz in Ulmenau vorgesehen, die aber nie in Kraft trat.
Im Jahr 1962 bekam Brzeszcze das Stadtrecht. Die Stadt wuchs stark mit der Bebauung des Dorfs Jawiszowice zusammen. Anfang der siebziger Jahre stieg die Einwohnerzahl auf über 10.000. Von 1975 bis 1998 gehörte das Dorf zur Woiwodschaft Kattowitz.

## Städtepartnerschaften
- Londa, Italien, seit 2008[7]

## Wirtschaft und Verkehr

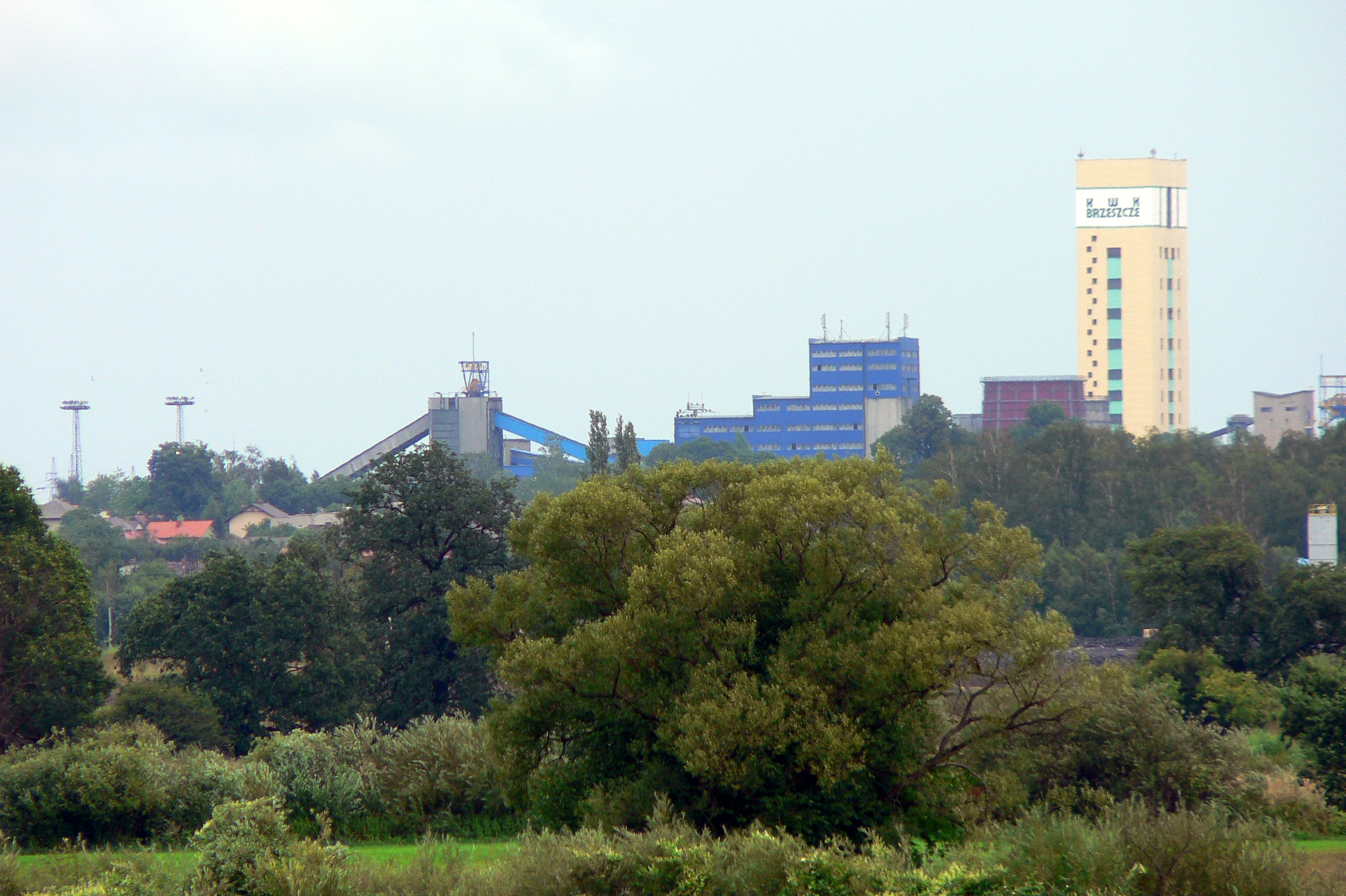
Kohlemine von Brzeszcze

Der Hauptwirtschaftszweig in Brzeszcze ist der Kohlebergbau. Das Bergbauunternehmen Kopalnia Węgla Kamiennego Brzeszcze-Silesia hat hier seinen Sitz.
Durch den Ort verlaufen die Bahnstrecke Trzebinia–Zebrzydowice und die Droga wojewódzka 933 (DW933) und die DW949.

## Gemeinde
Die Stadt-und-Land-Gemeinde hat eine Flächenausdehnung von 46,13 km² und umfasst neben der Stadt fünf Dörfer mit Schulzenamt.